# Francesco Foti (avvocato)
Francesco Foti (Messina, 25 agosto 1950) è un avvocato e personaggio televisivo italiano, giudice arbitro presso il programma televisivo Forum.

## Biografia
Si è laureato in giurisprudenza presso l'Università degli Studi di Roma "La Sapienza" nel 1977. Il 3 maggio 1979 diventa avvocato e il 28 ottobre 1993 ottiene l'abilitazione a patrocinare anche i processi di ultimo grado, quelli cioè della Cassazione. Nella sua carriera è stato impegnato nel processo Moro e in altri processi riguardanti la criminalità organizzata, in particolare in una serie di indagini giudiziarie condotte a livello nazionale nei confronti di esponenti della politica, dell'economia e delle istituzioni italiane detta "Mani pulite".
Negli ultimi anni è stato eletto presidente dell'organismo di vigilanza dell'Azienda Siciliana Trasporti. Dal gennaio 2009 diviene consulente nel settore dell'attività parlamentare per la Presidenza del Consiglio dei ministri. 

### Televisione
Dal 7 settembre 2009 entra a far parte del programma televisivo Forum in qualità di giudice arbitro, sostituendo lo storico giudice Santi Licheri, che è morto il 4 aprile 2010 alla soglia dei 92 anni. Dal 24 gennaio 2019 è stato temporaneamente sospeso dal programma e sostituito dall'avvocato Gianfranco D'Aietti; riprende la collaborazione il 6 dicembre 2019.